# BAFL National Division 2019
La BAFL National Division 2019 è stata  il campionato di football americano di secondo livello, organizzato dalla BAFL.
Il 2 aprile I Waasland Wolves si sono ritirati dal campionato.

## Squadre partecipanti
| Club                          | Città            | Stadio | Sponsor ufficiale | Risultato nella stagione 2018 |
| ----------------------------- | ---------------- | ------ | ----------------- | ----------------------------- |
| Andenne Bears                 | Andenne          |        |                   |                               |
| Ghent Gators                  | Gand             |        |                   |                               |
| Grez-Doiceau Fighting Turtles | Grez-Doiceau     |        |                   |                               |
| Izegem Tribes                 | Izegem           |        |                   |                               |
| Leuven Lions                  | Lovanio          |        |                   |                               |
| Mons Knights                  | Mons             |        |                   |                               |
| Waasland Wolves               | Sint-Gillis-Waas |        |                   |                               |
| Waterloo Warriors             | Waterloo         |        |                   |                               |

## Stagione regolare

### Calendario

#### 1ª giornata
| Sint-Denijs-Westrem 10 febbraio 2019, ore 12:00 | Grez-Doiceau Fighting Turtles | 6 – 16 | Leuven Lions |  |

| Sint-Denijs-Westrem 10 febbraio 2019, ore 15:00 | Izegem Tribes | 6 – 22 | Ghent Gators |  |

#### 2ª giornata
| Waterloo 17 febbraio 2019, ore 12:00 | Mons Knights | 45 – 0 | Waasland Wolves |  |

| Waterloo 17 febbraio 2019, ore 15:00 | Andenne Bears | 38 – 6 (6-0 23-0 3-0 6-6) | Waterloo Warriors |  |

#### 3ª giornata
| Grez-Doiceau 24 febbraio 2019, ore 14:00 | Leuven Lions | 38 – 54 | Ghent Gators |  |

| Grez-Doiceau 24 febbraio 2019, ore 14:00 | Izegem Tribes | 49 – 0 | Grez-Doiceau Fighting Turtles |  |

#### 4ª giornata
| Waterloo 3 marzo 2019, ore 12:00 | Andenne Bears | 22 – 24 | Mons Knights |  |

| Waterloo 3 marzo 2019, ore 14:00 | Waasland Wolves | 0 – 30 | Waterloo Warriors |  |

#### 5ª giornata
| Sint-Denijs-Westrem 10 marzo 2019, ore 12:00 | Izegem Tribes | 52 – 0 | Leuven Lions |  |

| Sint-Denijs-Westrem 10 marzo 2019, ore 15:00 | Grez-Doiceau Fighting Turtles | 14 – 54 | Ghent Gators |  |

#### 6ª giornata
| Andenne 17 marzo 2019, ore 15:00 | Andenne Bears | 0 – 52 (0-14 0-16 0-14 0-8) | Ghent Gators | Andenne Arena |

#### 7ª giornata
| Izegem 31 marzo 2019, ore 12:00 | Grez-Doiceau Fighting Turtles | 0 – 17 | Andenne Bears |  |

| Izegem 31 marzo 2019, ore 15:00 | Waterloo Warriors | 0 – 48 | Izegem Tribes |  |

#### 8ª giornata
| Korbeek-Lo 7 aprile 2019, ore 12:00 | Leuven Lions | - – - (annullata) | Waasland Wolves |  |

| Korbeek-Lo 7 aprile 2019 | Izegem Tribes | 44 – 6 | Mons Knights |  |

#### 9ª giornata
| Waterloo 14 aprile 2019, ore 14:00 | Mons Knights | 12 – 10 | Waterloo Warriors |  |

| Waterloo 14 aprile 2019 | Andenne Bears | - – - (annullata) | Waasland Wolves |  |

#### Recuperi 1
| Waterloo 21 aprile 2019, ore 14:00 | Grez-Doiceau Fighting Turtles | 7 – 14 | Waterloo Warriors |  |

#### 10ª giornata
| Grez-Doiceau 28 aprile 2019, ore 14:00 | Ghent Gators | - – - (annullata) | Waasland Wolves |  |

| Grez-Doiceau 28 aprile 2019, ore 14:00 | Mons Knights | 33 – 16 | Grez-Doiceau Fighting Turtles |  |

#### 11ª giornata
| Sint-Denijs-Westrem 5 maggio 2019, ore 14:00 | Mons Knights | 0 – 48 | Ghent Gators |  |

| Sint-Denijs-Westrem 5 maggio 2019, ore 14:00 | Grez-Doiceau Fighting Turtles | - – - (annullata) | Waasland Wolves |  |

#### 12ª giornata
| Andenne 12 maggio 2019, ore 12:00 | Ghent Gators | 52 – 0 | Waterloo Warriors | Andenne Arena |

| Andenne 12 maggio 2019, ore 15:00 | Andenne Bears | 36 – 6 | Leuven Lions | Andenne Arena |

#### 13ª giornata
| Izegem 19 maggio 2019, ore 12:00 | Leuven Lions | 12 – 35 | Waterloo Warriors |  |

| Izegem 19 maggio 2019, ore 15:00 | Andenne Bears | 0 – 48 | Izegem Tribes |  |

#### 14ª giornata
| Ghlin 2 giugno 2019, ore 12:00 | Waasland Wolves | - – - (annullata) | Izegem Tribes |  |

| Ghlin 2 giugno 2019, ore 14:00 | Leuven Lions | 18 – 42 | Mons Knights |  |

### Classifica
La classifica della regular season è la seguente:
- PCT = percentuale di vittorie, G = partite giocate, V = partite vinte,  P = partite perse, PF = punti fatti, PS = punti subiti

| Pos. | Squadra                       | PCT   | G | V | N | P | PF  | PS  |
| ---- | ----------------------------- | ----- | - | - | - | - | --- | --- |
| 1    | Ghent Gators                  | 1.000 | 6 | 6 | 0 | 0 | 282 | 58  |
| 2    | Izegem Tribes                 | .833  | 6 | 5 | 0 | 1 | 247 | 28  |
| 3    | Mons Knights                  | .667  | 6 | 4 | 0 | 2 | 117 | 158 |
| 4    | Andenne Bears                 | .500  | 6 | 3 | 0 | 3 | 113 | 136 |
| 5    | Waterloo Warriors             | .333  | 6 | 2 | 0 | 4 | 65  | 169 |
| 6    | Leuven Lions                  | .167  | 6 | 1 | 0 | 5 | 90  | 225 |
| 7    | Grez-Doiceau Fighting Turtles | .000  | 6 | 0 | 0 | 6 | 43  | 183 |
| -    | Waasland Wolves               | .000  | 7 | 0 | 0 | 7 | 0   | 0   |

## Spareggio promozione
| Puurs 23 giugno 2019, ore 14:00 | Antwerp Argonauts | 22 – 20 (d.t.s.) | Izegem Tribes |  |

## Verdetti
- Ghent Gators promossi in BAFL Elite Division
- Izegem Tribes non promossi in BAFL Elite Division